# 桂春之助
桂 春之助（かつら はるのすけ）は、上方落語の名跡。本来は桂文枝系統の名前だが、四代目は桂春團治系統が名乗っていた。
- 初代桂春之助 - 後∶初代桂枝太郎
- 二代目桂春之助（？ - 1904年11月28日） - 二代目桂文都の門人。
- 三代目文の家春之助 - 本項にて記述
- 四代目桂春之助 - 現∶四代目桂春團治

文の家 春之助（1877年 - 1904年12月27日）は、本名：田中 巳之助。

## 経歴
大阪の骨董商の息子。放蕩の末、1901年に桂文光の門で「光三郎」。次いで二代目桂文之助の門で「桂馬」から「春之助」となった。即席噺を得意とした。
兵庫の龍野を巡業中のこと。地元の悪党が春之助に瓜二つだったため、春之助を殺して自分を事故死したように見せかけ、保険金を詐欺しようと企んだ。春之助本人はつゆ知らず、京都の寄席に出ている時に巧みに呼び出され、殺されてしまう(享年27)。悪党は春之助の遺体に自分の衣服を着せたうえ、転落したように見せかけて谷底に突き落とした。しかし、成功に浮かれた悪党が友人に姿を見せたために足が付き警察に捕まり、謀殺罪で死刑になった。
二代目文之助は弟子を悼んで追善興行を行い、事件の顛末を織り込んだ新作「みぞろの露」を口演した。